# Роман Шухевич (срібна монета)
«Рома́н Шухе́вич» — срібна ювілейна монета номіналом 5 гривень, випущена Національним банком України. Присвячена одному з чільних провідників українського визвольного руху 20 — 50-х років ХХ століття, військовому та політичному діячеві Роману Шухевичу. Роман Осипович Шухевич (Тарас Чупринка) — генерал-хорунжий і головний командир Української Повстанської Армії (1943—1950) є яскравим представником покоління буремних 1920 — 40-х рр.
Монету введено в обіг 26 червня 2008 року. Вона належить до серії «Видатні особистості України».

## Опис та характеристики монети
| Номінал грн. | Метал            | Маса, грам    | Діаметр, мм. | Якість виготовлення | Гурт     | Тираж, штук |
| ------------ | ---------------- | ------------- | ------------ | ------------------- | -------- | ----------- |
| 5            | срібло 925 проби | 15,55 / 16,81 | 33,0         | пруф                | рифлений | 3 000       |

### Аверс
На аверсі монети розміщено композицію: стилізований ламаний шлях, що піднімається вгору, на тлі якого напис — «СЛАВА/ УКРАЇНІ!»; угорі — малий Державний Герб України та напис півколом — «НАЦІОНАЛЬНИЙ БАНК УКРАЇНИ», під яким — номінал і рік карбування монети: «5/ГРИВЕНЬ/2008»; крім того, позначення металу та його проби — «Ag 925», маса в чистоті — «15,55» та логотип Монетного двору Національного банку України.

### Реверс

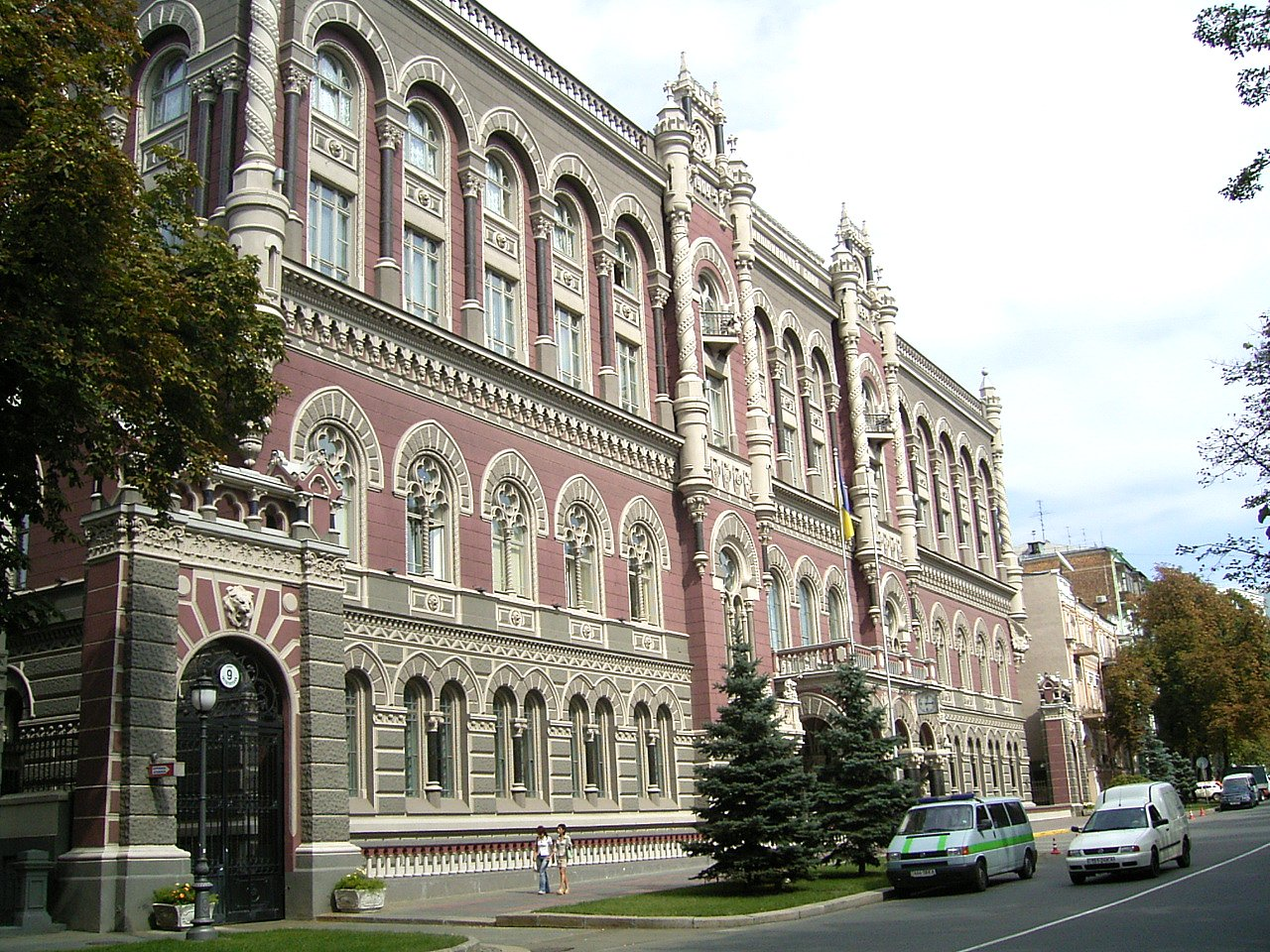
Будівля Національного банку України

На реверсі монети зображено портрет Романа Шухевича на тлі стилізованого лісу, що символізує військовий спротив окупантам і національно-визвольний рух на теренах України, а також розміщено написи: «ГЕРОЯМ/СЛАВА!» (праворуч), «1907/ЛЬВІВ/1950/БІЛОГОРЩА» (ліворуч) та унизу півколом — «РОМАН ШУХЕВИЧ».

## Автори
- Художники: Таран Володимир, Харук Олександр, Харук Сергій.
- Скульптор — Дем'яненко Анатолій.

## Вартість монети
Ціна монети — 541 гривня, була зазначена на сайт Національного банку України 2018 року.
Фактична приблизна вартість монети, з роками змінювалася так:
| Рік        | 2010  | 2011  | 2012  | 2013  | 2014  | 2015  | 2016  | 2017  | 2018  | 2019  | 2020  | 2021  | 2022  | 2023  | 2024  | 2025  |
| ---------- | ----- | ----- | ----- | ----- | ----- | ----- | ----- | ----- | ----- | ----- | ----- | ----- | ----- | ----- | ----- | ----- |
| Ціна, грн. | 1 000 | 1 000 | 1 100 | 1 000 | 1 000 | 1 000 | 1 800 | 2 100 | 2 200 | 2 300 | 2 000 | 2 100 | 2 900 | 4 900 | 4 700 | 4 700 |